# 大阪府立大学中百舌鳥キャンパス

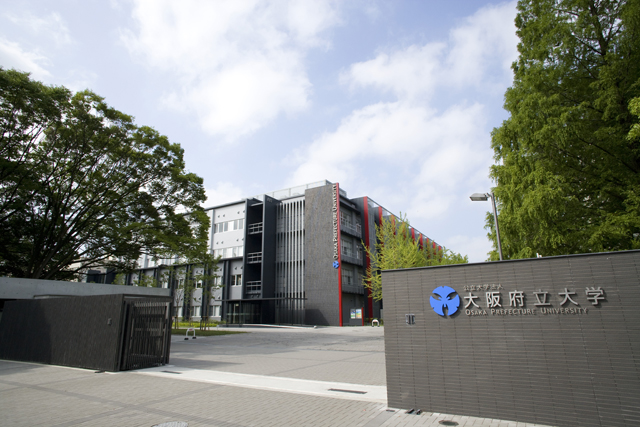
中百舌鳥キャンパス中百舌鳥門

大阪府立大学 中百舌鳥キャンパス（おおさかふりつだいがく なかもずキャンパス）は、大阪府堺市中区に所在する大阪府立大学のキャンパスの一つである。

## 概要
ほとんどの学部の課程をこのキャンパスで履修する。また、附置研究所など附属研究施設の多くがなかもずキャンパスにある。
使用学部
現代システム科学域、工学域、生命環境科学域（一部はりんくうキャンパス）、地域保健学域（一部は羽曳野キャンパス）数学科
使用研究科
工学研究科、生命環境科学研究科（一部はりんくうキャンパス）、理学系研究科、経済学研究科、人間社会学研究科
使用附属施設
学術情報センター、Uホール白鷺、学術交流会館、生産技術センター、先端科学研究センター、科学技術共同研究センター、生物資源開発センター、植物工場研究センター、附属教育研究フィールド（附属農場）など

## 歴史
- 1949年 - 浪速大学設置。（設置時は工学部、農学部、教育学部、教養学部、工学部別科）
- 1963年 - 大阪府立工業専門学校設置。
- 2005年 - 大阪府立大学と大阪女子大学、大阪府立看護大学の3大学が統合、法人化され、公立大学法人大阪府立大学が発足[1]。

## 交通アクセス
- 南海高野線「白鷺駅」下車、南西へ約500 m、徒歩約6分。
- 南海高野線「中百舌鳥駅」下車、南東へ約1,000 m、徒歩約13分。
- 地下鉄御堂筋線「なかもず駅（5号出口）」から南東へ約1,000 m、徒歩約13分。
- 南海高野線「中百舌鳥駅」・地下鉄御堂筋線「なかもず駅」から南海バス（北野田駅前行31、32、32-1系統）で約5分、「府立大学前」下車。
- 南海本線「堺駅」から南海バス（北野田駅前行31、32、32-1系統）で約24分、JR阪和線・南海高野線「三国ヶ丘駅」から南海バス（北野田駅前行31、32、32-1系統）で約14分、「府立大学前」下車。
- 関西国際空港から南海バス（関西空港リムジンバス）で「中もず駅前（北側）」まで約63分、南海バス（北野田駅前行31、32、32-1系統）に乗り換えて約5分、「府立大学前」下車[2]。